# Auriac-l'Église
 Auriac-l'Église  es una población y comuna francesa, en la región de Auvernia, departamento de Cantal, en el distrito de Saint-Flour y cantón de Massiac.

## Demografía
| 436 | 364 | 293 | 251 | 229 | 209 |
| Para los censos de 1962 a 1999 la población legal corresponde a la población sin duplicidades (Fuente: INSEE [Consultar]) |     |     |     |     |     |